# Constantine Phipps, III marchese di Normanby
Constantine Charles Henry Phipps, III marchese di Normanby (29 agosto 1846 – Londra, 25 agosto 1932), è stato un nobile inglese.

## Biografia
Era il figlio primogenito di George Phipps, II marchese di Normanby, e di sua moglie, Lady Laura Russell.

## Matrimonio
Sposò, il 30 dicembre 1903 a Londra, Gertrude Stansfeld Forster, figlia di Johnston Jonas Forster. Ebbero tre figli:
- Lady Katharine Phipps (7 gennaio 1905), sposò Roy Amon Harding, non ebbero figli;
- Lady Gertrude Elizabeth Phipps (30 aprile 1908), sposò Sir William Wellclose Davis, ebbero quattro figli;
- Oswald Phipps, IV marchese di Normanby (29 luglio 1912-30 gennaio 1994).

## Morte
Morì il 25 agosto 1932 a Londra.

## Ascendenza
|                                              |                |                                      | Genitori                          |  |  | Nonni |  |  | Bisnonni                          |  |  | Trisnonni                             |  |
|                                              |                |                                      |                                   |  |  |       |  |  | Henry Phipps, I conte di Mulgrave |  |  | Constantine Phipps, I barone Mulgrave |  |
|                                              |                |                                      |                                   |  |  |       |  |  | Henry Phipps, I conte di Mulgrave |  |  | Constantine Phipps, I barone Mulgrave |  |
|                                              |                | Lepell Hervey                        |                                   |  |  |       |  |  | Henry Phipps, I conte di Mulgrave |  |  |                                       |  |
| Constantine Phipps, I marchese di Normanby   |                |                                      |                                   |  |  |       |  |  | Henry Phipps, I conte di Mulgrave |  |  |                                       |  |
|                                              |                | Martha Sophia Maling                 | Christopher Thompson Maling       |  |  |       |  |  |                                   |  |  |                                       |  |
|                                              |                | Martha Sophia Maling                 | Christopher Thompson Maling       |  |  |       |  |  |                                   |  |  |                                       |  |
|                                              |                | Martha Sophia Maling                 | Martha Sheels                     |  |  |       |  |  |                                   |  |  |                                       |  |
| George Phipps, II marchese di Normanby       |                | Martha Sophia Maling                 |                                   |  |  |       |  |  |                                   |  |  |                                       |  |
|                                              |                | Thomas Liddell, I barone Ravensworth | Henry George Liddell, V baronetto |  |  |       |  |  |                                   |  |  |                                       |  |
|                                              |                | Thomas Liddell, I barone Ravensworth | Henry George Liddell, V baronetto |  |  |       |  |  |                                   |  |  |                                       |  |
|                                              |                | Thomas Liddell, I barone Ravensworth | Elizabeth Steele                  |  |  |       |  |  |                                   |  |  |                                       |  |
| Maria Liddell                                |                | Thomas Liddell, I barone Ravensworth |                                   |  |  |       |  |  |                                   |  |  |                                       |  |
|                                              |                | Maria Susannah Simpson               | John Simpson                      |  |  |       |  |  |                                   |  |  |                                       |  |
|                                              |                | Maria Susannah Simpson               | John Simpson                      |  |  |       |  |  |                                   |  |  |                                       |  |
|                                              |                | Maria Susannah Simpson               | Anne Lyon                         |  |  |       |  |  |                                   |  |  |                                       |  |
| Constantine Phipps, III marchese di Normanby |                | Maria Susannah Simpson               |                                   |  |  |       |  |  |                                   |  |  |                                       |  |
|                                              | Robert Russell | …                                    |                                   |  |  |       |  |  |                                   |  |  |                                       |  |
|                                              | Robert Russell | …                                    |                                   |  |  |       |  |  |                                   |  |  |                                       |  |
|                                              | Robert Russell | …                                    |                                   |  |  |       |  |  |                                   |  |  |                                       |  |
| Robert Russell                               | Robert Russell |                                      |                                   |  |  |       |  |  |                                   |  |  |                                       |  |
|                                              |                | …                                    | …                                 |  |  |       |  |  |                                   |  |  |                                       |  |
|                                              |                | …                                    | …                                 |  |  |       |  |  |                                   |  |  |                                       |  |
|                                              |                | …                                    | …                                 |  |  |       |  |  |                                   |  |  |                                       |  |
| Laura Russell                                |                | …                                    |                                   |  |  |       |  |  |                                   |  |  |                                       |  |
|                                              |                | …                                    | …                                 |  |  |       |  |  |                                   |  |  |                                       |  |
|                                              |                | …                                    | …                                 |  |  |       |  |  |                                   |  |  |                                       |  |
|                                              |                | …                                    | …                                 |  |  |       |  |  |                                   |  |  |                                       |  |
| …                                            |                | …                                    |                                   |  |  |       |  |  |                                   |  |  |                                       |  |
|                                              |                | …                                    | …                                 |  |  |       |  |  |                                   |  |  |                                       |  |
|                                              |                | …                                    | …                                 |  |  |       |  |  |                                   |  |  |                                       |  |
|                                              |                | …                                    | …                                 |  |  |       |  |  |                                   |  |  |                                       |  |
|                                              |                | …                                    |                                   |  |  |       |  |  |                                   |  |  |                                       |  |